# 体育中心南駅
体育中心南駅（たいいくちゅうしんみなみ-えき／スポーツセンターみなみ-えき）は、中華人民共和国広東省広州市天河区天河路天河スポーツセンターに位置する広州地下鉄珠江新城新交通システム線（APM線）の駅である。1号線の体育中心駅から200メートル西にある。

## 歴史
- 2010年11月8日：開業[2]。

## 駅構造
島式ホーム1面2線を有する地下駅。

### のりば
| 番線 | 路線    | 行先       |
| ---- | ------- | ---------- |
| 1    | ■ APM線 | 林和西方面 |
| 2    | ■ APM線 | 広州塔方面 |

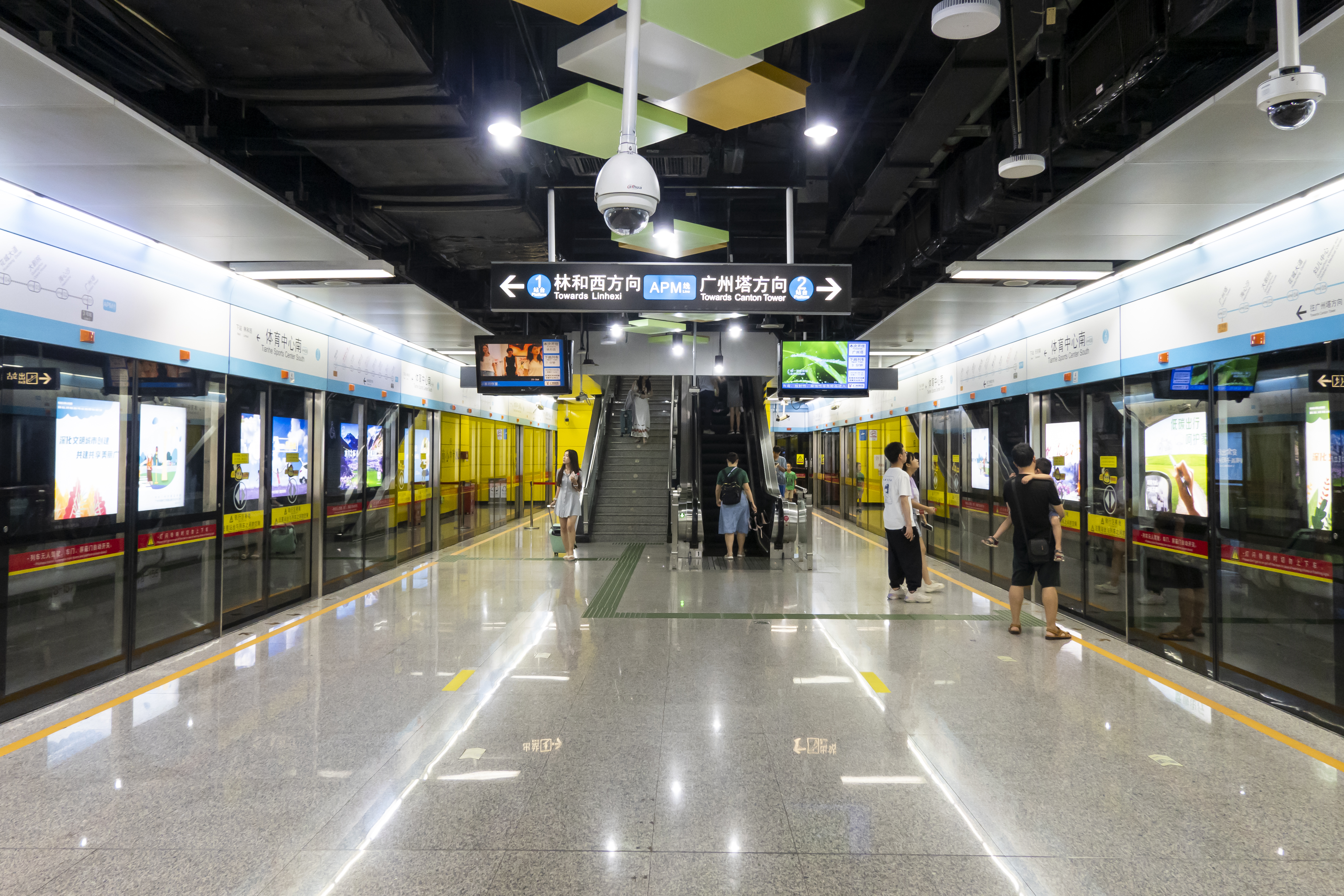
ホーム（2023年7月）
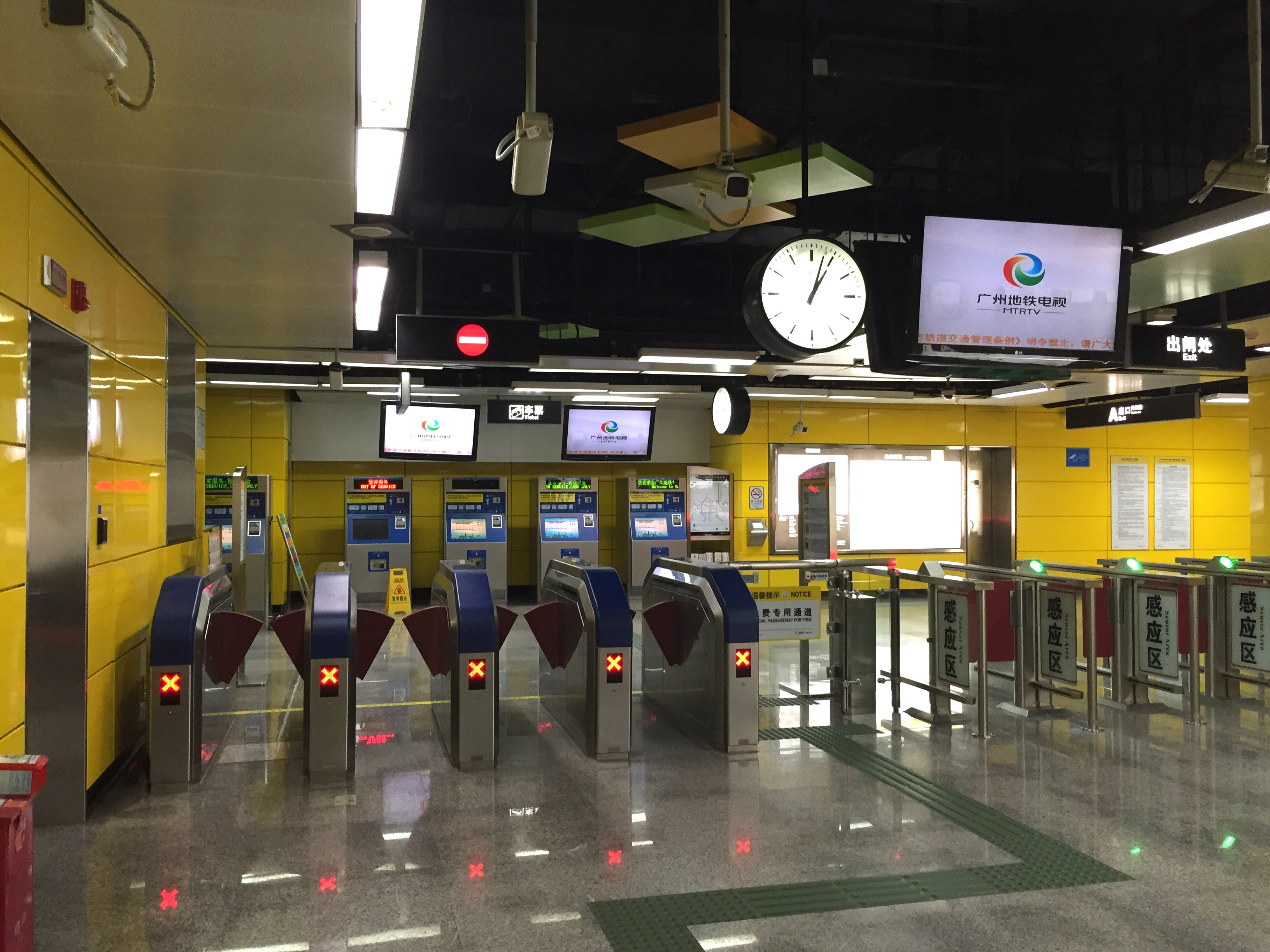
コンコース（2015年2月）

## 駅周辺
- 天河体育中心体育場

## 隣の駅
広州地下鉄
■ 珠江新城新交通システム線（APM線）
天河南駅 APM07 - 体育中心南駅 APM08 - 林和西駅 APM09